# R4/M
R4/M „Orkan” – niekierowany lotniczy pocisk rakietowy opracowany w latach 40. XX wieku przez firmę niemieckiego konstruktora Fritza Hebera. Był jedną z pierwszych konstrukcji pocisków rakietowych powietrze-powietrze uważanych za efektywną (ze względu na widoczny ślad gazów wylotowych ułatwiający celowanie kolejnymi pociskami).
Produkowano ją w fabrykach DWM w Lubece oraz B3a Hydra koło Woffleben w latach 1944–1945, łącznie w liczbie kilkunastu tysięcy sztuk. Wyposażano w niego głównie samoloty Messerschmitt Me 262 i Focke-Wulf Fw 190. Rakiety R4/M miały stać się głównym uzbrojeniem samolotów Bachem Ba 349 oraz latającego skrzydła Horten Ho 229, które jednak nie wyszły poza fazę testów.